# Notre-Dame d'Estibaliz
Le sanctuaire de Notre-Dame d'Estibaliz est situé dans la localité d'Argandoña, à Vitoria-Gasteiz dans la province d'Alava.
Il est considéré comme un bien d'intérêt culturel (BIC) et un monument historico-artistique appartenant aux trésors artistiques national déclarés en 1931.

## Sources
- (es) Cet article est partiellement ou en totalité issu de l’article de Wikipédia en espagnol intitulé « Santuario de Nuestra Señora de Estíbaliz » (voir la liste des auteurs).

- (eu) Cet article est partiellement ou en totalité issu de l’article de Wikipédia en basque intitulé « Estibalizko Andre Mariaren santutegia » (voir la liste des auteurs).